# Plesiorycteropus
Plesiorycteropus là một chi động vật có vú eutherian gần đây đã tuyệt chủng từ Madagascar. Theo mô tả, vào năm 1895 nó đã được phân loại với chi Aardvark, nhưng bằng chứng phân tử gần đây hơn thay vào đó cho thấy rằng nó có liên quan chặt chẽ nhất với chi Tenrec (một nhóm còn tồn tại trên đảo). Hai loài hiện được công nhận là P. madagascariensis lớn hơn và P. mamainepetterae nhỏ hơn. Chúng có thể chồng chéo trong phân phối, vì phần còn lại của cả hai loài đã được tìm thấy trong cùng một địa điểm.
Kiến thức về giải phẫu bộ xương còn hạn chế, vì chỉ có chi, xương chậu một phần và xương sọ đã được phục hồi cho đến nay. Plesiorycteropus có lẽ là một động vật đào được ăn côn trùng như mối và kiến. Nó cũng cho thấy sự thích nghi cho việc leo trèo và ngồi. Ước tính khối lượng của nó từ 6 đến 18 kg (13 đến 40 lb). Việc khi nào và tại sao các loài này bị tuyệt chủng vẫn chưa được khám phá. Một chiếc xương đã được phóng xạ carbon vào năm 200 TCN; sự tàn phá rừng của con người có thể đã góp phần vào sự tuyệt chủng của nó.

## Phân loại

### Xác định và loài
Nhà tự nhiên Pháp Henri Filho lần đầu mô tả Plesiorycteropus madagascariensis năm 1895 Trên cơ sở một hộp sọ một phần được tìm thấy tại hang động Belo. Mô tả của ông rất mơ hồ ngay cả theo tiêu chuẩn của thế kỷ 19, nhưng ông đã đặt con vật gần với aardvark (Orycteropus). tên chung kết hợp Hy Lạp cổ đại  plesio-  "gần" với  Orycteropus , chi của aardvark và tên cụ thể đề cập đến Madagascar. Charles Lamberton, người đã truy cập vào một mẫu lớn hơn cho đánh giá năm 1946 về chi này, đã ghi nhận sự thay đổi đáng kể, nhưng không cố gắng phân biệt nhiều loài. Năm 1994, Ross MacPhee một lần nữa xem xét  Plesiorycteropus  và có thể tách hai loài,  P. madagascariensis  lớn hơn và một loài mới, nhỏ hơn mà ông đặt tên là  Plesiorycteropus mầmainepetterae  theo nhà khoa học Germaine Petter. Hai loài khác nhau về một số ký tự hình thái ngoài kích thước.
Những phần còn lại của Plesiorycteropus đã được xác định nhầm là loài gặm nhấm và loài linh trưởng. Charles Immanuel Forsyth Major đã mô tả Myoryctes rapeto vào năm 1908 với tư cách là một "con chuột con khổng lồ" trên cơ sở hai xương chậu. Tên chung được thay thế bằng  Majoria  vào năm 1915, bởi vì  Myoryctes  là bị lấy trước bằng tên của một loài sâu tuyến trùng. Tuy nhiên, theo MacPhee, các mẫu chưa xác nhận của Majoria giống với những loài xác định cho Plesiorycteropus. Guillaume Grandidier đã chỉ định một [xương đùi] được bảo quản tốt (xương chân trên) cho một loài họ hàng khổng lồ votsovotsa (Hypogeomys antimena), một loài gặm nhấm lớn, mà ông mô tả là Hypogeomys boulei. Lamberton xác định xương đùi này là Plesiorycteropus còn sống và MacPhee nhất trí. Những phần còn lại của cả Majoria rapeto và Hypogeomys boulei rơi ở đầu trên của phạm vi kích thước của chi, cho biết rằng chúng được tham chiếu đến P. madagascariensis. Plesiorycteropus chưa được xác định khác bị xác định nhầm cho Daubentonia robusta, aye-aye khổng lồ đã tuyệt chủng, và các tài liệu khác đã được xác định nhầm là dwarf lemur (Cheirogaleus).